# Cum mi-am petrecut sfârșitul lumii
Cum mi-am petrecut sfârșitul lumii è un film del 2006 diretto da Cătălin Mitulescu.

## Riconoscimenti
- 2006 - Festival di Cannes
  - Prix d'interprétation féminine sezione Un Certain Regard